# Ярви, Кристьян

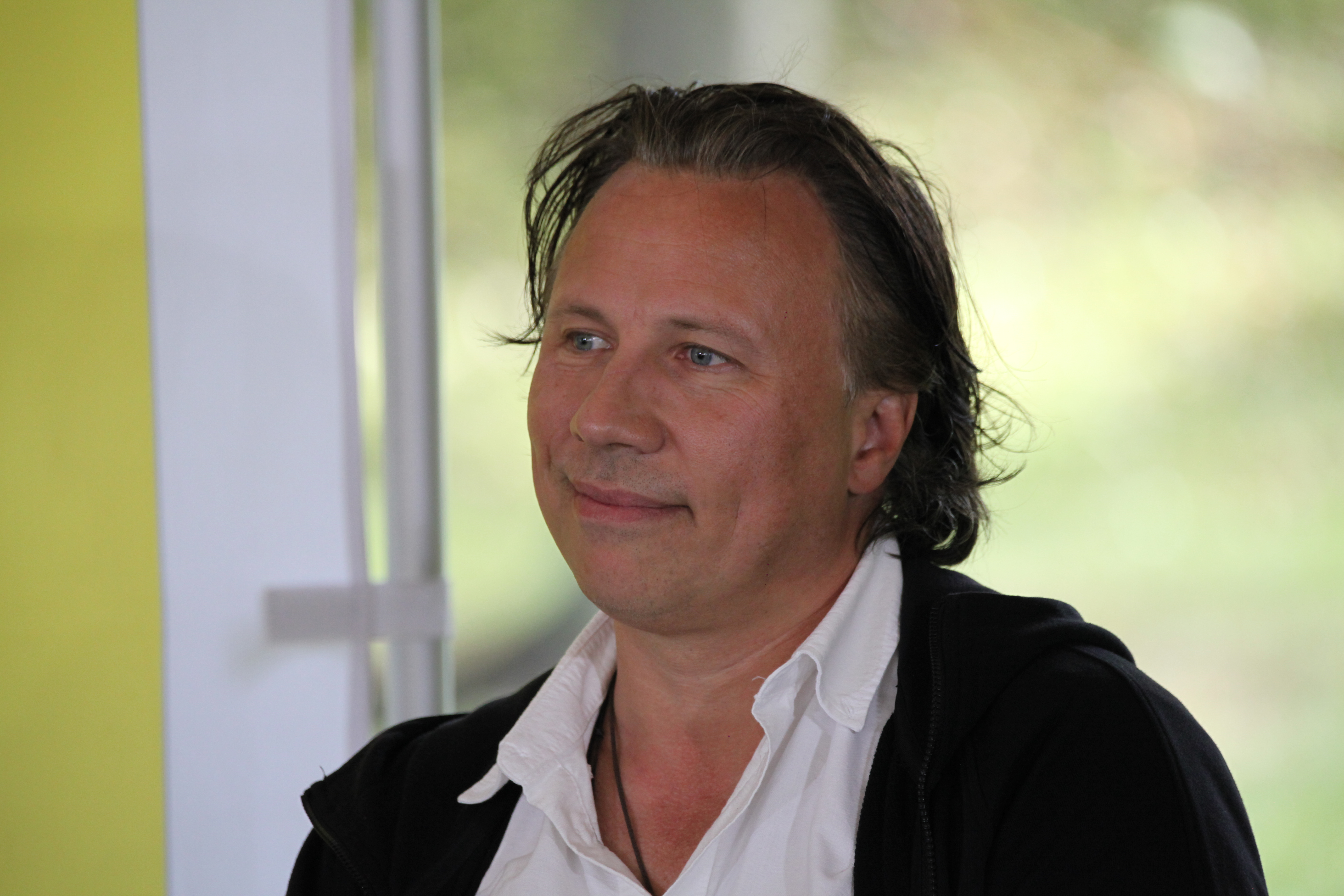
Kristjan Järvi (2021)

Кристьян Ярви (эст. Kristjan Järvi; род. 13 июня 1972, Таллин) — эстонско-американский дирижёр, сын Неэме Ярви, брат Пааво Ярви.

## Биография
Кристьян Ярви родился в Таллине в семье дирижёра Неэме Ярви и вырос в Нью-Йорке. Он начал заниматься музыкой в Манхэттенской музыкальной школе по классу фортепиано. Затем он изучал дирижирование в Мичиганском университете под руководством Кеннета Кислера.
С 1998 по 2001 год Ярви работал ассистентом Эсы-Пекки Салонена в Лос-Анджелесском филармоническом оркестре. С 2001 по 2004 год он занимал пост главного дирижёра Норрландской оперы, с 2004 по 2009 год руководил венским Тонкюнстлероркестром. В 2012 году Кристьян Ярви станет главным дирижёром симфонического оркестра радио в Лейпциге.
Был женат на скрипачке Лейле Юзефович, воспитывающей после развода их сына Лукаса.